# Bloom (canción de Troye Sivan)
«Bloom» es una canción del cantante y compositor australiano Troye Sivan. Escrita por Sivan, Peter Svensson, Leland y su productor Oscar Holter, la canción se lanzó a través de EMI Music Australia el 2 de mayo de 2018, como el tercer sencillo de su segundo álbum de estudio, Bloom (2018).

## Antecedentes
Sivan reveló por primera vez la canción en una entrevista con Popjustice. Describió la canción como "pop completo", «es solo una canción muy divertida. Lo escribí con Leland y nos moríamos de la risa y lo pasamos muy bien escribiéndolo. Líricamente, creo que es la canción más subversivamente rara del álbum. Eso es lo que me hace gustar tanto, es casi como una pequeña broma interna. Es música sonora muy consumible, así que puedo imaginar que las masas lo entiendan un poco más, y eso es divertido para mí. Ni siquiera creo que sea necesariamente el gran sencillo o algo así, pero realmente espero que la canción termine extendiendo sus alas mucho más que las personas que normalmente no escucharían mi música.
En otra entrevista con Dazed, el entrevistador describió la canción como "un himno gay para los fondos", en el que Sivan "toma el papel de lo que parece que la pareja receptiva pierde su virginidad". Cuando se le preguntó si de eso se trata la canción, Sivan respondió con un guiño: "¡Es 100 por ciento de flores! Eso es todo. Llámalo como quieras llamarlo".

## Promoción
Para promocionar el sencillo, lanzó su propia aplicación móvil el 30 de abril de 2018. La aplicación contiene un video en el que se puede ver a Sivan sentado en una cama con un compañero masculino durmiendo detrás de él. Luego mira a la cámara y dice: "Se trata de flores", antes de que suene un clip de la canción en el fondo. El título de la canción parpadea en la pantalla, y a continuación los detalles del lanzamiento aparecen en una fuente más pequeña. Más tarde publicó el mismo video en las redes sociales y YouTube.  Junto con el video, la aplicación también presenta fotos crípticas de figuras fluorescentes, como muñecas, como se ve en la portada y el video de la letra.

## Composición y letra
«Bloom» es un himno pop sobre el deseo queer.  La canción comienza con "sintetizadores atmosféricos inminentes", antes de construir un coro eufórico que "introduce una trampa aguda y conductora".  A medida que avanza la canción, Sivan "se mueve a un segundo coro y monta una ola de ritmos brillantes a un crescendo embriagador".
En cuanto al contenido lírico, la canción habla sobre la experiencia y sensaciones de Sivan en su rol como pasivo durante el sexo anal, cantando durante la canción la línea «I've been saving this for you», que traducido al español significa «He estado guardando esto para ti», relatando de esta forma que ha esperado al hombre indicado para entregar su ano.

## Videos

### Video lírico
Se lanzó un video lírico junto con la canción.  El video, animado por el artista 3D Jason Ebeyer, encuentra un simulacro del tipo Ex Machina de Sivan flotando en su tierra de fantasía. Al principio, se sienta en un exuberante jardín rodeado de flores. Luego flota a través de un almacén abandonado bajo luces iridiscentes. Mike Nied de Idolator opinó que "el contraste entre las formas naturales y las líneas duras de los edificios agrega algo de profundidad a lo visual, y definitivamente deja una impresión duradera".

### Video musical
El 6 de junio de 2018, lanzó un video musical para el tema en su canal de YouTube. Fue dirigida por Bardia Zeinali y procesada en una relación de aspecto 4:3. Cuenta con Sivan posando en algunos trajes de arrastre junto con flores, bustos de musas griegas y brazos musculosos flexionándose.

## Posicionamiento en listas
| Listas (2018)                     | Mejor posición |
| --------------------------------- | -------------- |
| Australia (ARIA)                  | 34             |
| Corea del Sur (Gaon)              | 23             |
| Escocia (Official Charts Company) | 100            |
| Nueva Zelanda Heatseeker (RMNZ)   | 1              |

## Certificaciones
| País (organismo certificador) | Certificación | Unidades certificadas |
| ----------------------------- | ------------- | --------------------- |
| Australia (ARIA)              | Oro           | 35 000                |